# Macquenom
Macquenom (deutsch: Mackenhofen, lothringisch: Mackenowen/Mackenuewen) ist ein Ortsteil von Yutz im Département Moselle in der Region Grand Est (bis 2015 Lothringen).

## Geschichte
Weitere Schreibweisen lauteten: Mackenhouem (1429); Maken Howen (1439); Makenhouen (1456); Macquenhoven (1572); Mackenhoven (1586–1592); Makenhoffen (1606); Mackenhoffen (1667); Machenhowen (1686); Maquenom (1793).

1810 wurde Macquenom nach Yutz eingemeindet.

### Bevölkerungsentwicklung
| Jahr      | 1793 | 1800 | 1806 |
| Einwohner | 222  | 207  | 218  |